# Jules Collart-Dutilleul
Alexandre-Jules Collart Dutilleul (6 novembre 1790 à Paris - 22 mars 1865 à Paris) est un administrateur et magistrat français.

## Biographie
Fils d'Étienne-Louis-Gabriel Collart du Tilleul, premier commis à la direction générale de la liquidation, et de Françoise-Madeleine-Rosalie Petit de Jeurre, sa sœur, Adèle-Rosalie, dame d'honneur de la reine Amélie, épousera le comte Mollien.
Auditeur au Conseil d'État, puis receveur général en Espagne, il devient membre du Conseil contentieux du Trésor en 1812 et inspecteur général des finances.
Rentré à la Cour des comptes comme conseiller maître en février 1830, il est nommé procureur général près la Cour des comptes en 1846. Il conserve ces fonctions jusqu'en 1864.
Marié à la sœur de François Adolphe Akermann, il est le père de François-Ernest Dutilleul et le grand-père de Roger Dutilleul mais aussi le beau-frère de Nicolas François Mollien.

## Pour approfondir